# 마농 (오페라)
마농(Manon)은 쥘 마스네가 작곡한 5막의 오페라 코미크로, Abbé Prévos의 소설 《기사 데그리외와 마농 레스코 이야기》(L’histoire du chevalier des Grieux et de Manon Lescaut)를 기초로 Henri Meilhac과 Philippe Gille이 프랑스어 대본을 작성하였다. 1884년 1월 19일 오페라 코미크에서 초연되었다.
마농은 마스네의 가장 인기가 있고, 이 곡이 작곡된 이후로, 세계 유수의 오페라 하우스에서 정기적으로 상연되는 공연 목록 중 하나가 되었다. 이 작품은 음악적 매력과 생동감, 그리고 파리 벨 아포크 시대의 문화를 보여주는 전형적인 예로 여겨진다.

## 등장인물
- 주요 인물

마농 레스코 - 주인공, 아미앙의 처녀 (소프라노)
드 그리외 기사 - 마농의 연인 (테너)
레스코 - 근위 장교로 마농의 사촌 오빠 (바리톤)
기요 드 모르폰텐 - 방탕한 노귀족 (테너)
드 브레티니 - 귀족, 드 모르폰텐의 친구 (바리톤)
- 기타

드 그리외 백작 - 기사의 아버지 - (베이스)
Poussette - 배우 (소프라노)
Javotte - 배우 (메조소프라노)
Rosette - 배우 (메조소프라노)
학생, 도박꾼 ,여행자, 마을 사람들

## 악기편성
플루트3 (3번은 피콜로 겸함), 오보에3, 클라리넷3, 바순3, 호른4, 트럼펫3, 트롬본3, 튜바, 팀파니, 트라이앵글, 심벌즈, 큰북, 작은북, 슬레이벨, 하프, 현5부

## 줄거리
한 순진했던 마을의 처녀가 귀족의 아들과 사랑에 빠지지만, 그의 아버지의 반대와, 물질적인 유혹으로 그와 헤어져 향락에 젖는다. 다시 재회한 두 연인은 자금을 마련하러 도박을 하지만, 음모로 마농과 그리외는 체포된다. 아버지의 힘으로 그리외는 풀려나지만, 마농은 내팽겨진 채 감옥에서 가게된다. 그녀를 빼내려던 그리외의 노력에 둘은 다시 재회하지만, 이미 쇠잔해진 마농은 그리외의 품에서 숨을 거두게 된다.

### 1막
아미앙의 한 목로 술집
때는 1721년. 아미앵의 어느 주막집 안마당에 지금 막 도착하는 손님들을 구경하려고 마을 사람들이 모여든다. 늙은 난봉꾼 기요와 그의 친구,　드 브레티니는 여배우 푸세트, 자보트와 로제트와 함께 도착하여 주막집 주인을 부르고 있다. 레스코는 수녀원으로 데려다주기로 한 자기 사촌 마농을 만나려고 도착한다. 마농은 도착하자마자 아리아 “Je suis encor tout étourdie"를 부른다. 그녀의 줏대 없는 도덕성만큼이나 매력적인 성품을 상당히 많이 엿볼 수 있는 노래이다. 기요는 그녀가 어떤 종류의 여자인지를 이미 파악하였기 때문에, 설혹 그가 비싼 대가를 치르게 되더라도 그녀를 손에 넣기 위해, 그녀가 좋아할 만한 이야기, 즉 돈이 많은 사람처럼 자기소개를 한다. 그런 암시를 비웃듯이, 기요가 자꾸 졸라댐으로써 자기의 목적을 달성하려 하자 그녀는 아무렇지도 않게 그의 용기를 꺾는다. 그러나 기요는 그녀가 나중에 자기와 함께 나갈 마음이 생기면 자기 마차를 마음대로 써도 된다고 말한다.　레스코의 친구들이 레스코에게 노름을 하자고 권유하자, 떠나기에 앞서, 그는 마농에게 가문을 더럽히지 말고 몸조심하라고 주의를 환기시킨다. 하필이면 이 때, 잘생긴 기사 데 그리외가 나타나 마농의 미모에 금방 홀딱 반해 버린다. 그들의 교양 있는 대화는 정열적인 이중창 "on m'appelle Manon"으로 이어진다. 충동적인 생각으로 그들은 함께 파리로 도망치기로 결정하고, 큰 소동을 일으키며 기요의 마차로 떠난다.

### 2막
파리의 한 아파트
마농과 데 그리외는 파리의 아파트에서 동거하게 되었는데 장면(막)이 열리자 데 그리외는 책상 앞에 앉아서 자기 아버지에게, 옆에서 사랑스러운 눈빛으로 바라보고 있는 마농과 결혼을 허락해 주십사하는 편지를 쓰고 있다. 이때 문을 두들기며 레스코와 귀족인 드 브레티니(레스코의 근위연대의 군인복장을 한)가 들어온다. 레스코는 부유한 드 브레티니와 마농 사이에 중매 장이 노릇을 함으로써, 장차 덕을 보려는 생각이 있다. 그러자면 먼저 데 그리외와 마농을 떼어놓아야 하는 것이다. 레스코는 만약 데 그리외가 마농과 결혼할 의사가 있는지, 편지를 보여줄 수 있는지 물어본다. 드 브레티니는 마농에게, 아버지 데 그리외가 자기 아들을 그날 밤에 유괴할 계획을 세웠는데, 만약 그녀가 그 계획을 방해하지 않는다면, 그녀에게 사례를 하겠다는 약속을 했다고 말한다. 그녀는 항의하였으나, 두 남자가 떠나자 자기의 연인을 지키려는 시도조차도 하지 않는다. 데 그리외는 우체국에 편지를 부치러 나가고 마농은 둘이 함께 사용하던 작은 식탁을 보며, 아리아를 부른다(“Adieu, notre petite table") 그녀는 이미 그를 포기하기로 결심했음을 보여주는 아리아다. 전혀 의심도 하지 않고 데 그리외가 돌아와서 자기 아내의 황홀한 모습을 표현하는 잘 알려진 아리아 ”Le Rêve de Manon",을 부른다. 이 때 밖에서 소란스러운 소리가 들려온다 ; 마농은 사람들이 데 그리외를 잡으러왔다는 걸 알아챈다. 순식간에 양심의 가책을 받은 그녀는 미약하나마 그를 보호하려는 시도를 하지만, 호화로운 생활에 대한 기대가 너무 크기 때문에 묵인한다.......그는 조사를 받으러 나가고, 도망치려고 버둥거리는 소리가 들리더니, 조용해진다. 간주곡이 따른다.

### 3막
축제일의 부르바르 거리
- 1장

들뜬 군중이 페스티발이 진행　중인 파리의 Cors-la-Reine에 있는 노점상인들의 가판대를 둘러싸고 있다. 레스코와 기요, 드 브레티니와 눈부시게 치장한 마농도 와 있다. 그녀는 현재의 천박한 삶의 즐거움을 노래하는 아리아를 2곡 부른다. 데 그리외의 아버지는 군중 속에 끼어 있다가 드 브레티니에게 접근한다; 그는 그에게 젊은 데 그리외가 성 쉴피스 신학교에 다닌다고 말한다. 이 절망적인 소식을 무심코 엿들은 마농은 옛 애인에게 돌아가고 싶어 눈물을 흘린다. 그럭저럭 하는 동안, 기요는 마농의 마음을 사로잡아 드 브레티니로부터 마음을 돌리게 하고 싶은 마음에서, 오페라 발레단을 초청하여 거리특별공연을 마련하였다. 그러나 이미 늦은 일이었으니: 마농은 데 그리외에게 가려고 결심했으므로 기요의 수고는 물거품이 되고 만 것이다.
- 2장

성 쉴피스 신학교의 교회당에 운집한 군중은, 새로 온 사제인 데 그리외의 감동적인 설교에 놀라움을 표시한다. 아버지 데 그리외는 자기 아들의 과격한 행보를 그만두게 하려고 도착한다. 그러나 그의 아들은 그가 마농을 잊기 위해서는 聖職이라는 진통제가 필요하다는 걸 느낀다. 다른 방에서, 데 그리외를 보려고 기다리고 있던 마농은 성당 내부의 평화로움을 부담스러워하고 용서의 기도를 올린다. 데 그리외가 방에 들어와 그녀가 있는 것을 발견하곤 당황해한다; 그는 그녀에게 떠나달라고 부탁하지만, 그녀는 자기를 도로 데리고 가 달라고 애걸한다. 결국 그는 마음이 약해져서; 하느님께 올린 서약을 잊어버리고 그들은 서로 포옹한다.

### 4막
파리의 도박장
마농과 데 그리외는 다시 파리의 아파트에 들어와 엄청나게 많은 돈을 바쁘게 대충 헤아리고 있다. 이날 저녁, 데 그리외와 마농, 그리고 레스코는 세 명의 여배우, 기요와 함께, 트란실바니아 호텔에서 노름을 하게 된다. 노여움과 질투심을 감출 수 없는 기요는, 자금이 딸리자 다시 한번, 데 그리외를 상대로 노름에 빠져든다.　그럼에도 불구하고, 행운은 노름이 처음인 데 그리외에게 찾아와서 데 그리외는 가혹하게도 기요의 돈을 모조리 따내어 기요의 분노에 불을 붙인다. 결국 그는 데 그리외가 사기를 친다고 비난한다. 다음, 불같이 화를 내던 기요는 뛰어나가지만, 순경을 대동하고 금방 되돌아와서 마농과 데 그리외를 고발하여 체포해서 끌고 나가도록 한다.

### 5막
아브르로 향하는 길
르 아브르 근처의 황량한 장소에서, 마농은 품성이 수상한 다른 여인들과 함께 막 추방당하려 하는 참이다. 데 그리외는 아버지의 중재 덕분에 자유가 되었고, 지금 레스코의 도움을 받아 죄수를 호송하는 군인들을 공격하여 자기 아내를 자유의 몸으로 풀어주고 싶어 한다. 그 계획은 실패로 끝나지만 그들은 마농이 다른 사람들 뒤에서 어물어물하도록 해달라고 담당 상사에게 뇌물을 준다. 마농은 기력이 떨어져서 곧 죽을 것 같다. 그녀는 정신착란상태에 빠져 밤하늘의 별을 보고 보석이라며 아주 기뻐서 웃는 것처럼 보이더니, 갑자기 조용해져서 사랑하는 이의 작별키스를 받고 그의 팔에 안겨 숨을 거둔다.

## 유명한 아리아
- 1막 마농: "Je suis encore tout étourdie"
- 2막 그리외: "En ferment les yeux"
- 2막 마농: "Adieu, notre petite table"
- 3막 마농: "Obéissons quand leurs voix appelle"
- 4막 그리외: "Ah, fuyez douce image"